# Finlandia en los Juegos Olímpicos de Sarajevo 1984
Finlandia estuvo representada en los Juegos Olímpicos de Sarajevo 1984 por un total de 45 deportistas que compitieron en 6 deportes.  
El portador de la bandera en la ceremonia de apertura fue el jugador de hockey sobre hielo Jorma Valtonen.

## Medallistas
El equipo olímpico finlandés obtuvo las siguientes medallas:
| Nombre                                                                 | Deporte           | Competición        |
| ---------------------------------------------------------------------- | ----------------- | ------------------ |
| Oro                                                                    |                   |                    |
| Marja-Liisa Kirvesniemi                                                | Esquí de fondo    | 5 km F             |
| Marja-Liisa Kirvesniemi                                                | Esquí de fondo    | 10 km F            |
| Marja-Liisa Kirvesniemi                                                | Esquí de fondo    | 15 km F            |
| Matti Nykänen                                                          | Saltos en esquí   | Trampolín largo M  |
| Plata                                                                  |                   |                    |
| Jouko Karjalainen                                                      | Combinada nórdica | Individual M       |
| Aki Karvonen                                                           | Esquí de fondo    | 15 km M            |
| Matti Nykänen                                                          | Saltos en esquí   | Trampolín normal M |
| Bronce                                                                 |                   |                    |
| Jukka Ylipulli                                                         | Combinada nórdica | Individual M       |
| Harri Kirvesniemi                                                      | Esquí de fondo    | 15 km M            |
| Aki Karvonen                                                           | Esquí de fondo    | 50 km M            |
| Juha Mieto Aki Karvonen Harri Kirvesniemi Kari Ristanen                | Esquí de fondo    | 4 × 10 km M        |
| Eija Hyytiainen Marja-Liisa Kirvesniemi Marjo Matikainen Pirkko Määttä | Esquí de fondo    | 4 × 5 km F         |
| Jari Puikkonen                                                         | Saltos en esquí   | Trampolín normal M |